# منتخب الهند لكرة اليد
منتخب الهند لكرة اليد (بالإنجليزية: India national handball team)‏ هو ممثل الهند الرسمي في المنافسات الدولية في كرة اليد
.